# Super Mario 3D Land
Super Mario 3D Land (яп. スーパーマリオ3Dランド Су:па: Марио Сури: Ди: Рандо) — стереоскопическая видеоигра из серии Mario, разработанная компанией Nintendo EAD Tokyo для платформы Nintendo 3DS. Она была выпущена 3 ноября 2011 года в Японии, 13 ноября — в США, 18 ноября — в Европе и 24 ноября — в Австралии. Об игре было объявлено на Конференции Nintendo Game Developers Conference в Сан-Франциско. Четыре скриншота и основной логотип были показаны на Electronic Entertainment Expo 2011.

## Игровой процесс
Super Mario 3D Land совмещает в себе традиционные элементы оригинального Mario (такие, как прыгание на врагов, собирание монет) и некоторые нововведения. Игра во многом напоминает стилистику Super Mario 64, вышедшей в 1996 году. Данная игра — своеобразное совмещение игр Super Mario 64 и Super Mario Galaxy. В логотипе проекта имеется стилизованный хвост, который связан с возвращением в игру Марио Тануки. Наряду с традиционными моментами, такими, как огненный цветок и суперзвезда, в игре появится суперлист из Super Mario Bros. 3, который позволит Марио обрести хвост и тем самым замедлить падение. Уровень завершается, когда Марио прыгает на финальный флаг (также, как и в  New Super Mario Bros., где игрок может получить дополнительную жизнь, если запрыгнет на самый верх).

## Разработка
В ноябре 2010 года Сигэру Миямото заявил о разработке новой игры о Марио для 3DS. Он описал данную игру, как «нечто оригинальное», что-то среднее между Super Mario Galaxy и Super Mario 64. Игра разрабатывается компанией Nintendo EAD Tokyo, которая ранее занималась разработкой Super Mario Galaxy и сиквела.
Супер Марио был представлен на пресс-конференции Nintendo E3 в 2011 году, где была подтверждена дата релиза, наряду с появлением Костюма Tanooki, который первоначально был в Super Mario Bros. 3.
После выхода игры организация «Люди за этичное обращение с животными» (PETA) объявила, что Super Mario 3D Land пропагандирует ношение меха. На официальном сайте кампании был выложен текст, сообщающий о том, что Марио, надевающий костюм тануки (в реальности — енотовидной собаки) «открыто говорит всем, что в ношении меха нет ничего плохого». На этом же сайте была размещена флеш-игра, в которой предлагалась сыграть за енотовидную собаку, которой необходимо поймать Марио, укравшего её шкуру. Однако позже PETA попросила фанатов Марио «расслабиться», заявив, что это был всего лишь насмешливый способ привлечения внимания к серьёзной проблеме, касающийся охоты на енотовидных собак.

## Отзывы
| Сводный рейтинг       | Сводный рейтинг |
| Агрегатор             | Оценка          |
| --------------------- | --------------- |
| GameRankings          | 90,09 %         |
| Metacritic            | 90/100          |
| MobyRank              | 89/100          |
| Иноязычные издания    |                 |
| Издание               | Оценка          |
| 1UP.com               | B+              |
| AllGame               | [ 16 ]          |
| CVG                   | 9,0/10          |
| Edge                  | 8/10            |
| EGM                   | 8,5/10          |
| Eurogamer             | 9/10            |
| Famitsu               | 38/40           |
| G4                    | 5/5             |
| Game Informer         | 9,50/10         |
| GamePro               | [ 24 ]          |
| GameRevolution        | A               |
| GameSpot              | 8,0/10          |
| GamesRadar+           | 9/10            |
| GameTrailers          | 9,2/10          |
| GameZone              | 9,5/10          |
| IGN                   | 9,5/10          |
| Nintendo Power        | 9,0/10          |
| Nintendo World Report | 9,5/10          |
| ONM                   | 94 %            |
| VideoGamer            | 9/10            |
| WorthPlaying          | 9,0/10          |
| Destructoid           | 8,5/10          |
| Joystiq               | [ 37 ]          |